# Fokker S-11
Die Fokker S-11 Instructor ist ein einmotoriges Propellerschulflugzeug, das durch den ehemaligen niederländischen Flugzeugbauer Fokker entwickelt und gefertigt wurde.

## Geschichte und Konstruktion
Die erste Aktivität von Fokker nach dem Zweiten Weltkrieg war die Entwicklung eines neuen militärischen Flugzeugs für die Grundausbildung von Piloten, der S-11 Instructor. Ein Flugzeughändler erteilte bereits im Jahr 1946 einen Auftrag über 100 dieser Flugzeuge, bevor der Bau überhaupt begonnen hatte. Der erste Prototyp startete am 18. Dezember 1947 vom Flughafen Schiphol. Bei den Testflügen Anfang 1948 wurde festgestellt, dass einige aerodynamische Änderungen vorgenommen werden mussten, um die Handhabung des Flugzeugs zu verbessern.
Noch im selben Jahr erfolgten Vorführungen für mehrere Luftstreitkräfte, denen Aufträge der Königlichen Niederländischen Luftwaffe sowie der israelischen, italienischen, brasilianischen, paraguayischen und der bolivianischen Luftwaffe folgten. Über 180 Flugzeuge wurden in Italien als Macchi M.416 in Lizenz gebaut. Zahlreiche S-11 fliegen noch heute. Eine Fokker-Tochter in Brasilien produzierte die S-11 mit einem anderen Fahrwerk als S-12.

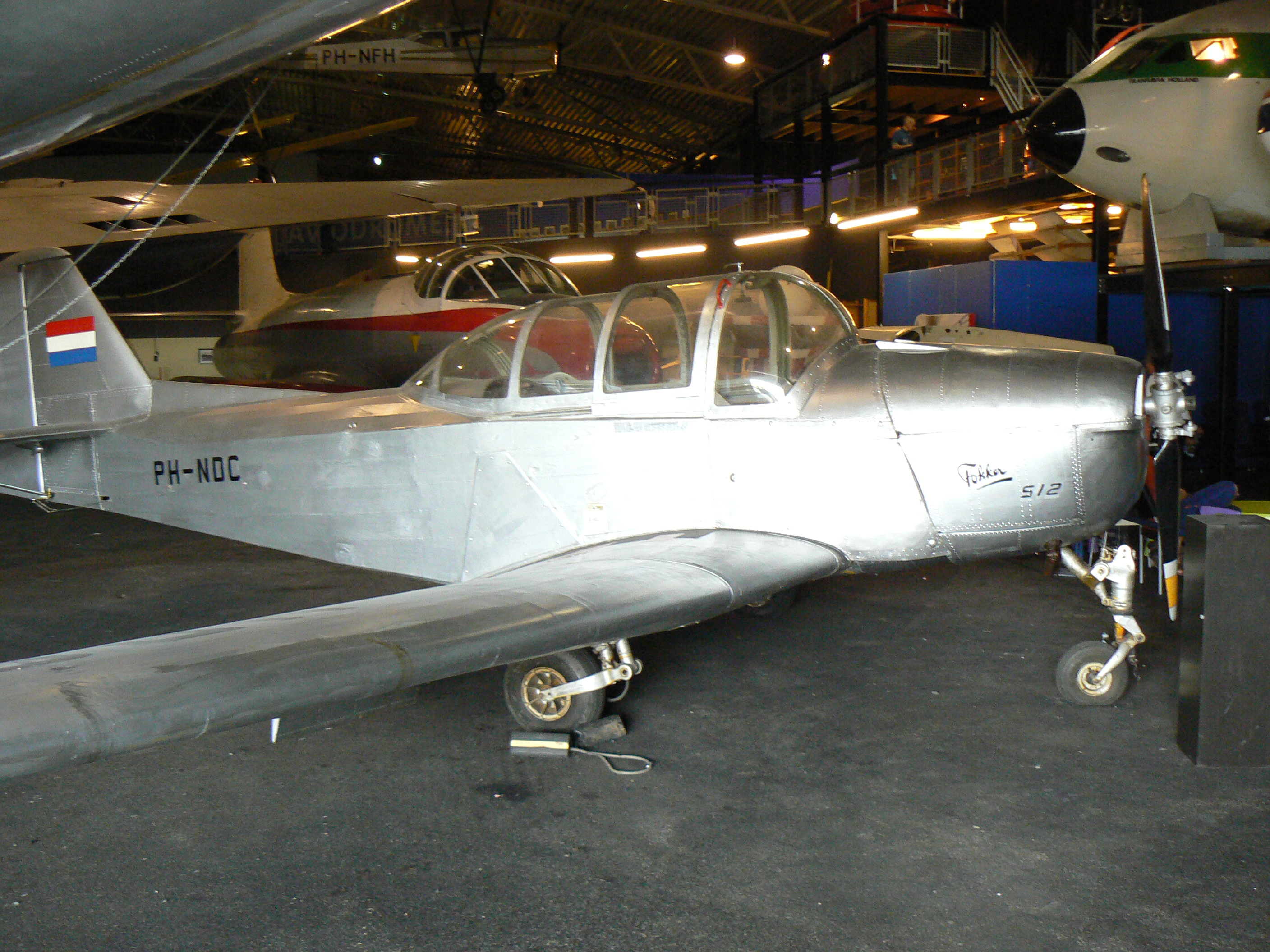
Fokker S-12

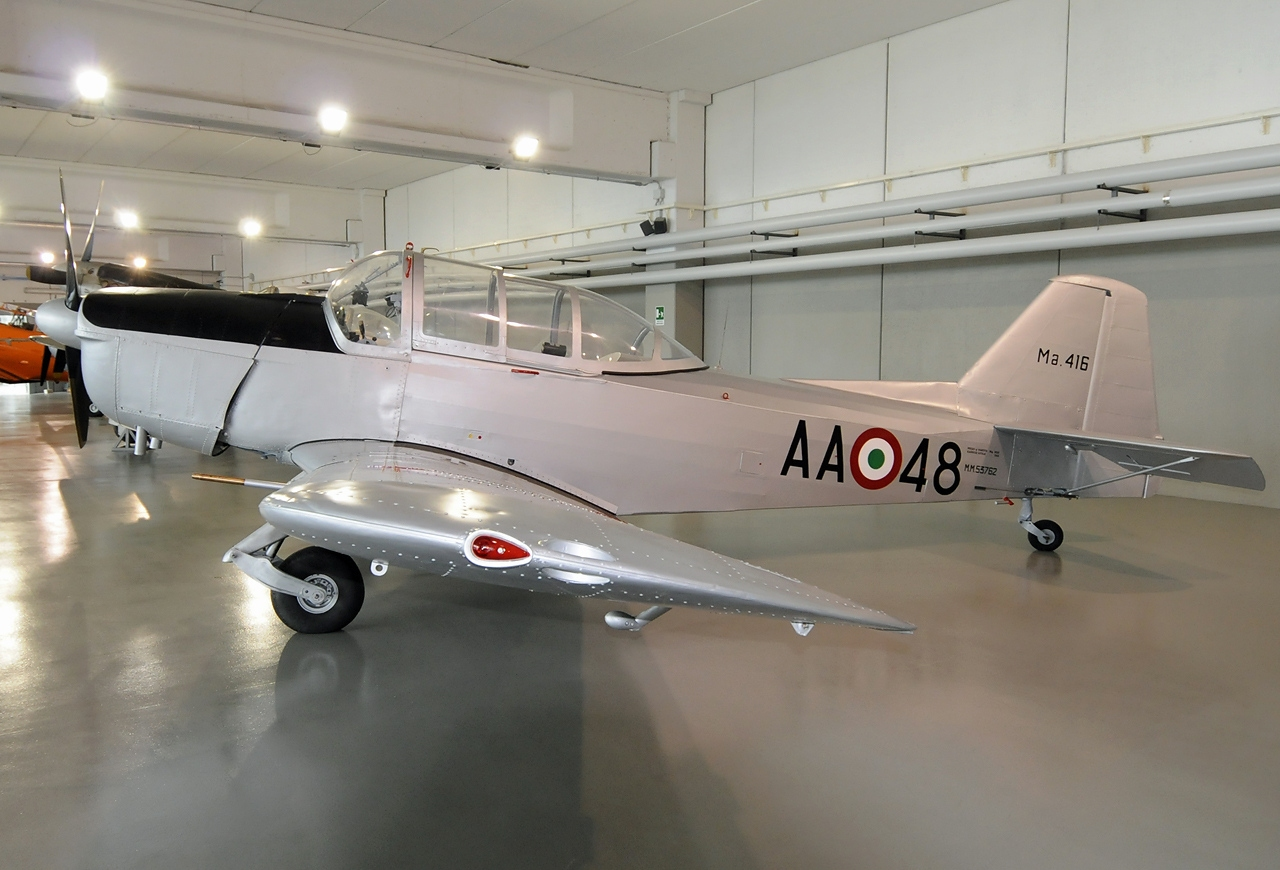
Macchi M.416

Fokker S-12/T-22 Instructor

## Militärische Nutzer
- Bolivien: 8
- Brasilien: Força Aérea Brasileira: 100 Exemplare in den 1960er-Jahren
- Israel: 41 von 1951 bis 1957
- Italien[3][4]
- Niederlande
- Paraguay: 8 von 1972 bis 1978

## Technische Daten
| Kenngröße             | Daten                                       |
| --------------------- | ------------------------------------------- |
| Besatzung             | 2                                           |
| Länge                 | 8,18 m                                      |
| Spannweite            | 11 m                                        |
| Höhe                  | 2,22 m                                      |
| Flügelfläche          | 18,50 m²                                    |
| Leermasse             | 810 kg                                      |
| max. Startmasse       | 1100 kg                                     |
| Reisegeschwindigkeit  | 164 km/h                                    |
| Höchstgeschwindigkeit | 209 km/h                                    |
| Dienstgipfelhöhe      | 3850 m                                      |
| Reichweite            | 628 km                                      |
| Triebwerke            | 1 × Lycoming O-435A mit 142 kW (ca. 190 PS) |